# Volyn
Volyn (Russisch: Волын of Велынь, Oekraïens: Волинь, Pools: Wołyń) was een van de belangrijkste vestingen van Tsjerven.

## Geschiedenis
Wanneer de vesting werd gebouwd is onbekend. Ze wordt voor het eerst vermeld in de Nestorkroniek voor het jaar 1018, in verband met de strijd tussen Jaroslav en Svjatopolk  om de troon van Kiev in het Land van Volyn. Datzelfde jaar werd Volyn veroverd door de Poolse hertog Bolesław, die met Svjatopolk optrok. Na korte tijd werden alle vestingen van Tsjerven, inclusief Volyn, door Jaroslav teruggewonnen voor de Roes. De vesting werd voor het laatst genoemd in 1077. Haar verdere lot is onbekend: ze werd waarschijnlijk in 1241 verwoest tijdens de Mongoolse invasie van Batu Khan.

## Vesting
Het heuvelfort (gorodisjtsje) is gelegen nabij het Poolse dorp Gródek in de gemeente Hrubieszów van het woiwodschap Lublin. Ze bevindt zich op de linkeroever van de Westelijke Boeg bij de monding van de Huczwa. De detinets heeft een ovale plattegrond (80 x 70 m) en ligt op de punt van een kaap. Ze wordt in het westen beschermd door een wal en in het oosten door de steile oever van de Westelijke Boeg. De detinets werd begrensd door een rotonde, waarvan de sporen aan het begin van de 20e eeuw nog zichtbaar waren. Tijdens archeologisch onderzoek van de nederzetting werden de overblijfselen van een groot aantal zaken aangetroffen: in de grond verdiepte woningen, bijgebouwen, fragmenten van handgevormd en gedraaid aardewerk uit de 9e tot 13e eeuw, leistenen spinklossen, buisvormige sloten en sleutels daarvoor, fragmenten van glazen armbanden, stenen borstkruisen, enkolpions, zilveren en bronzen slaapringen, ringen met overhangende uiteinden, slaapringen van het Kiev-type enzovoort. De omwalling van de detinets was gebouwd op een frame van houten balken. De gevonden vestingwerken werden in de 11e eeuw gebouwd op de plaats van een oudere nederzetting. In de buurt werden twee begraafplaatsen ontdekt.